# Sífutás az 1988. évi téli olimpiai játékokon
Az 1988. évi téli olimpiai játékokon a sífutás versenyszámait Calgaryban rendezték február 14. és 27. között.

## Részt vevő nemzetek
A versenyeken 35 nemzet 197 sportolója vett részt.
- Argentína (ARG) (1)
- Ausztrália (AUS) (2)
- Ausztria (AUT) (8)
- Bulgária (BUL) (5)
- Costa Rica (CRC) (1)
- Csehszlovákia (TCH) (10)
- Dél-Korea (KOR) (5)
- Egyesült Államok (USA) (11)
- Fidzsi-szigetek (FIJ) (1)
- Finnország (FIN) (13)
- Franciaország (FRA) (5)
- Görögország (GRE) (3)
- Guatemala (GUA) (2)
- Izland (ISL) (1)
- Japán (JPN) (4)
- Jugoszlávia (YUG) (2)
- Kanada (CAN) (11)
- Kína (CHN) (3)
- Liechtenstein (LIE) (3)
- Magyarország (HUN) (1)
- Mexikó (MEX) (1)
- Mongólia (MGL) (3)
- Nagy-Britannia (GBR) (8)
- NDK (GDR) (7)
- NSZK (FRG) (9)
- Norvégia (NOR) (15)
- Olaszország (ITA) (14)
- Románia (ROU) (4)
- San Marino (SMR) (1)
- Spanyolország (ESP) (3)
- Svájc (SUI) (11)
- Svédország (SWE) (12)
- Szovjetunió (URS) (12)
- Törökország (TUR) (4)
- Új-Zéland (NZL) (1)

## Éremtáblázat
(Az egyes számoszlopok legmagasabb értéke, vagy értékei vastagítással kiemelve.)
| Az 1988. évi téli olimpiai játékok éremtáblázata sífutásban | Az 1988. évi téli olimpiai játékok éremtáblázata sífutásban | Az 1988. évi téli olimpiai játékok éremtáblázata sífutásban | Az 1988. évi téli olimpiai játékok éremtáblázata sífutásban | Az 1988. évi téli olimpiai játékok éremtáblázata sífutásban | Olimpia  |
| ----------------------------------------------------------- | ----------------------------------------------------------- | ----------------------------------------------------------- | ----------------------------------------------------------- | ----------------------------------------------------------- | -------- |
|                                                             | Ország                                                      | Arany                                                       | Ezüst                                                       | Bronz                                                       | Összesen |
| 1.                                                          | Szovjetunió (URS)                                           | 5                                                           | 5                                                           | 3                                                           | 13       |
| 2.                                                          | Svédország (SWE)                                            | 2                                                           | 0                                                           | 0                                                           | 2        |
| 3.                                                          | Finnország (FIN)                                            | 1                                                           | 0                                                           | 2                                                           | 3        |
|                                                             |                                                             |                                                             |                                                             |                                                             |          |
| 4.                                                          | Norvégia (NOR)                                              | 0                                                           | 2                                                           | 1                                                           | 3        |
| 5.                                                          | Olaszország (ITA)                                           | 0                                                           | 1                                                           | 0                                                           | 1        |
|                                                             |                                                             |                                                             |                                                             |                                                             |          |
| 6.                                                          | Csehszlovákia (TCH)                                         | 0                                                           | 0                                                           | 1                                                           | 1        |
| 6.                                                          | Svájc (SUI)                                                 | 0                                                           | 0                                                           | 1                                                           | 1        |
|                                                             |                                                             |                                                             |                                                             |                                                             |          |
| Összesen                                                    | Összesen                                                    | 8                                                           | 8                                                           | 8                                                           | 24       |

## Érmesek

### Férfi
| Az 1988. évi téli olimpiai játékok érmesei férfi sífutásban |                                                                                |           | |           |                                                                                 |           |
| Versenyszám                                                 | Arany                                                                          | Arany     | Ezüst                                                                                                   | Ezüst     | Bronz                                                                           | Bronz     |
| 15 km                                                       | Mihail Gyevjatyjarov · Szovjetunió (URS)                                       | 41:18,9   | Pål Gunnar Mikkelsplass · Norvégia (NOR)                                                                | 41:33,4   | Vlagyimir Szmirnov · Szovjetunió (URS)                                          | 41:48,5   |
| 30 km                                                       | Alekszej Prokurorov · Szovjetunió (URS)                                        | 1:24:26,3 | Vlagyimir Szmirnov · Szovjetunió (URS)                                                                  | 1:24:35,1 | Vegard Ulvang · Norvégia (NOR)                                                  | 1:25:11,6 |
| 50 km                                                       | Gunde Svan · Svédország (SWE)                                                  | 2:04:30,9 | Maurilio De Zolt · Olaszország (ITA)                                                                    | 2:05:36,4 | Andi Grünenfelder · Svájc (SUI)                                                 | 2:06:01,9 |
| 4 × 10 km, váltó                                            | Svédország (SWE) · Jan Ottosson · Thomas Wassberg · Gunde Svan · Torgny Mogren | 1:43:58,6 | Szovjetunió (URS) · Vlagyimir Szmirnov · Vlagyimir Szahnov · Mihail Gyevjatyjarov · Alekszej Prokurorov | 1:44:11,3 | Csehszlovákia (TCH) · Radim Nyč · Václav Korunka · Pavel Benc · Ladislav Švanda | 1:45:22,7 |

### Női
| Az 1988. évi téli olimpiai játékok érmesei női sífutásban |                                                                                                |         |                                                                               |           |                                                                                                  |           |
| Versenyszám                                               | Arany                                                                                          | Arany   | Ezüst                                                                         | Ezüst     | Bronz                                                                                            | Bronz     |
| 5 km                                                      | Marjo Matikainen · Finnország (FIN)                                                            | 15:04,0 | Tamara Tyihonova · Szovjetunió (URS)                                          | 15:05,3   | Vida Vencienė · Szovjetunió (URS)                                                                | 15:11,1   |
| 10 km                                                     | Vida Vencienė · Szovjetunió (URS)                                                              | 30:08,3 | Raisza Szmetanyina · Szovjetunió (URS)                                        | 30:17,0   | Marjo Matikainen · Finnország (FIN)                                                              | 30:20,5   |
| 20 km                                                     | Tamara Tyihonova · Szovjetunió (URS)                                                           | 55:53,6 | Anfisza Rezcova · Szovjetunió (URS)                                           | 56:12,8   | Raisza Szmetanyina · Szovjetunió (URS)                                                           | 57:22,1   |
| 4 × 5 km, váltó                                           | Szovjetunió (URS) · Szvetlana Nagejkina · Nyina Gavriljuk · Tamara Tyihonova · Anfisza Rezcova | 59:51,1 | Norvégia (NOR) · Trude Dybendahl · Marit Wold · Anne Jahren · Marianne Dahlmo | 1:01:33,0 | Finnország (FIN) · Pirkko Määttä · Marja-Liisa Kirvesniemi · Marjo Matikainen · Jaana Savolainen | 1:01:53,8 |